# Образовательная программа
Образовательная программа — документы, определяющие содержание образования.

## Определение
Согласно определению Педагогического энциклопедического словаря образовательные программы — это документы, определяющие содержание образования всех уровней и направленности. Основные задачи образовательных программ: формирование личности; социализация личности в обществе; выбор профессии и освоения профессиональных образовательных программ. Образовательные программы основываются на принципе преемственности, то есть каждая последующая программа базируется на предыдущей.
Согласно статье 2 Федерального закона «Об образовании в Российской Федерации» образовательная программа — это комплекс основных характеристик образования (объем, содержание, планируемые результаты), организационно-педагогических условий и форм аттестации, который представлен в виде учебного плана, календарного учебного графика, рабочих программ учебных предметов, курсов, дисциплин (модулей), иных компонентов, а также оценочных и методических материалов.

## Образовательная программа в России
В Российской Федерации образовательные программы подразделяются на:
- общеобразовательные (программы дошкольного образования, начального, основного и среднего общего образования);
- профессиональные (программы среднего профессионального и высшего образования);
- дополнительные (дополнительные профессиональные и дополнительные общеобразовательные программы);
- основные программы профессионального обучения.

Основная образовательная программа (ООП) образовательного учреждения определяет цели, задачи, планируемые результаты, содержание и организацию образовательного процесса на ступени общего образования, высшего образования (по каждому направлению (специальности) и уровню) и реализуется образовательным учреждением через урочную и внеурочную деятельность с соблюдением требований государственных санитарно-эпидемиологических правил и нормативов. Высшие учебные заведения разрабатывают ООП в соответствии с ФГОС и обязаны ежегодно обновлять её с учетом развития науки, культуры, экономики, техники, технологий и социальной сферы.

### Структура основной образовательной программы
ФГОС уровней общего образования определяют следующую структуру основной образовательной программы:
- пояснительная записка
- планируемые результаты
- учебный план
- программа формирования универсальных учебных действий у обучающихся на ступени общего образования
- программы отдельных учебных предметов, курсов, включенных в учебный план
- программа духовно-нравственного развития, воспитания обучающихся на ступени общего образования
- программа формирования экологической культуры, здорового и безопасного образа
- программа коррекционной работы
- система оценки достижения планируемых результатов освоения основной общеобразовательной программы
- план внеурочной деятельности является организационным механизмом реализации основной образовательной программы
- система условий реализации основной образовательной программы.

Образовательная программа высшего образования разрабатывается по каждому направлению подготовки (специальности), уровню высшего образования, направленности (профилю) с учетом формы обучения и включает в себя:
- учебный план
- рабочие программы дисциплин (модулей), практик, воспитания
- календарный учебный график
- методические материалы, обеспечивающие реализацию соответствующих образовательных технологий

Согласно статье 13 Федерального закона «Об образовании в Российской Федерации» Для определения структуры профессиональных образовательных программ и трудоемкости их освоения может применяться система зачетных единиц.
С 1 сентября 2023 года вводятся Федеральные основные общеобразовательные программы 